# Cristián V de Oldemburgo
Cristián V, conde de Oldemburgo (a veces llamado Cristián VI; h. 1342-después del 6 de abril de 1399) fue el conde gobernante de Oldemburgo desde 1368 hasta 1398. Nació en algún momento anterior al año 1347 hijo del conde Conrado I de Oldemburgo y Ingeborg de Brunswick. Después de que su padre muriera en 1368, gobernó Oldemburgo junto con su hermano mayor Conrado II, y después de la muerte de Conrado II en 1386, con el del hijo del último, Mauricio II.
Se casó con Inés de Honstein, y las casas reales danesas de Oldemburgo y Schleswig-Holstein-Sonderburg-Glücksburg descienden de él a través de su hijo y sucesor Teodorico de Oldemburgo. A través de matrimonios dinásticos de sus descendientes, es el antepasado de muchas casas reales europeas.